# Xã Banks, Quận Carbon, Pennsylvania
Xã Banks (tiếng Anh: Banks Township) là một xã thuộc quận Carbon, tiểu bang Pennsylvania, Hoa Kỳ. Năm 2010, dân số của xã này là 1.262 người.